# Enrique O. Aragón
Enrique Octavio Aragón Echegaray (1880-1942) fue un médico y filósofo que fuera rector sustituto de la Universidad Nacional Autónoma de México.
Estudio en la Escuela Nacional Preparatoria y en 1898 ingresó a la Escuela Nacional de Medicina, donde se tituló como médico, cirujano y partero, el 12 de abril de 1904.
En noviembre de 1932 el Consejo Universitario lo nombró director de la Facultad de Filosofía.
Tras la renuncia de Manuel Gómez Morín, rector de la Universidad, en octubre de 1934, fue rector sustituto del 27 de octubre al 26 de noviembre de 1934, debido a que entonces él fungía como director de la Facultad de Filosofía, tal como lo señalaba el estatuto vigente.
El 26 de noviembre de 1934 rindió un informe al Consejo Universitario de su gestión de un mes. En esta misma sesión, se aceptaba la renuncia de Manuel Gómez Morín y se elige a Fernando Ocaranza como nuevo rector.
Falleció en Veracruz el 17 de junio de 1942. Existe una escuela secundaria diurna con su nombre, en la localidad de Iztapalapa, Distrito Federal. Y una escuela primaria en la delegación Cuauhtémoc de la Ciudad de México.